# Luis Manuel Ferri Llopis
Luis Manuel Ferri Llopis (Aielo de Malferit, Valência, 3 de Agosto de 1944 - Villarrubio, 16 de Abril de 1973) foi um cantor espanhol conhecido como Nino Bravo.

## Biografia
Nino Bravo era filho de Luis Manuel e Consuelo. O jovem cantor valenciano gravou mais de cinquenta canções em apenas 3 anos desde o seu primeiro lançamento. Em dois anos consecutivos vence o troféu "Olé", ganhando vários prémios ao longo da sua curta carreira, através de festivais como o Viña del Mar, New Wave, Rio de Janeiro, Atenas ou Montreux. 
Em 16 de Abril de 1973, com o duo Nino Bravo e Miguel Fumaça Diurni, sofre um acidente durante uma viagem a Madrid a Villarrubio, na região de Tarancón, morrendo com 28 anos.